# Eduard Brockhaus
Pour les articles homonymes, voir Brockhaus.
Heinrich Eduard Brockhaus, né le 7 août 1829 à Leipzig et mort le 11 janvier 1914 à Leipzig, est un éditeur, journaliste et parlementaire saxon, de tendance nationale-libérale. C'est le fils d'Heinrich Brockhaus, fondateur de la Norddeutsche Allgemeine Zeitung, et le petit-fils de Friedrich Arnold Brockhaus, créateur du fameux dictionnaire encyclopédique Brockhaus.

## Biographie
Eduard Brockhaus est élève à la fameuse Thomasschule de Leipzig, jusqu'en 1847, puis il étudie à Leipzig, Heidelberg et Berlin. Il entre chez son père dont il est par la suite le représentant et le partenaire. Lorsque son père meurt en 1874, il est à la tête de l'entreprise avec son frère Rudolf, qui est responsable de l'imprimerie. Eduard Brockhaus se charge non seulement de la gestion commerciale, mais aussi entre 1857 et 1883 de la rédaction d'articles de réflexion et d'analyse.
De 1872 à 1886, il est président de l'union des imprimeurs allemands, et, de 1880 à 1894, de la puissante union des libraires de Leipzig. Il est également membre directeur de l'union boursière des libraires allemands. Il rédige un grand nombre de notes à l'intention de la commission historique de cette union. D'abord sceptique, il est en faveur d'une réforme du système de commercialisation des libraires.
Comme son père, Heinrich Brockhaus s'engage aussi d'un point de vue politique. Il est membre du parti national-libéral au Reichstag. Il y joue un rôle important pour la défense des droits d'auteur et pour la préparation des lois relatives à la presse. C'est surtout un ardent défenseur de la politique bismarckienne et il est reçu de nombreuses fois par le chancelier.
Brockaus est aussi l'auteur de différents ouvrages, dont une biographie de son grand-père, Friedrich Arnold Brockhaus, et une histoire de la maison d'édition familiale pour son jubilé.
Il était chevalier de 1re classe de l'ordre d'Albert (pour le royaume de Saxe) et de l'ordre du Lion de Zaeringen (pour le grand-duché de Bade).

## Famille
Eduard Brockhaus épouse en 1854 Emilia Weiß qui lui donne six fils, dont l'éditeur Albert Brockhaus (de) (1855-1921) et l'historien d'art Heinrich Brockhaus (1858-1941).